# 20/20 (album)
20/20 je patnácté studiové album americké poprockové skupiny The Beach Boys, které vyšlo v roce 1969 u vydavatelství Capitol Records. Název alba odkazuje na fakt, že celkově se jedná již o jejich dvacáté album (včetně koncertních desek a kompilací hitů) vydané během sedmi let. Obsahovalo čtyři hitové singly: Do It Again, I Can Hear Music, Bluebirds over the Mountain a Cotton Fields.

## Okolnosti vzniku alba
Album 20/20 vznikalo po relativním neúspěchu předchozí desky Friends. Znamenalo vesměs opuštění experimentálních postupů a návrat k více rockandrollovému a v tomto případě i folkrockovému stylu. V době vzniku LP desky se dosavadní leader skupiny Brian Wilson léčil v psychiatrické léčebně a účastnil se pouze raných nahrávacích session. Proto není vyfocen na obale desky (jeho snímek je na vnitřní straně rozevírajícího obalu). Přesto členové The Beach Boys natočili či upravili i několik jeho starších autorských písní a je tak svou prací na desce z velké části přítomen. Mezi starší Wilsonovy písně patří např. Our Prayer nebo Cabinessence z ve své době zrušeného projektu desky Smile. 
Zpětně se stala kontroverzní spolupráce Dennise Wilsona s Charlesem Mansonem, který se ve stejné době snažil prosadit v pop music a s kapelou krátce spolupracoval. Podílel se tak na vzniku Dennisovy skladby Never Learn Not to Love, byť jeho autorský kredit nebyl na desce uveden (sám stejnou píseň nazpíval pod názvem Cease to Exist). Dennis Wilson se od Mansona distancoval ještě před vražednými událostmi léta roku 1969.

## Ohlas desky
Album vyšlo 10. února 1969 a mělo výrazně větší ohlas než předchozí deska, a to zejména ve Velké Británii, kde dosáhlo na 3. pozici žebříčku (v USA #68). Bylo to nejlepší britské umístění studiového alba kapely s výjimkou desky Pet Sounds. Stejně tak měly i singly z desky mnohem větší úspěch ve Spojeném království, kde Do It Again zabodovala na #1 (USA #20), I Can Hear Music na #10 (USA #24) nebo Cotton Fields na #5 (USA #101). Skupina proto podpořila album i evropským turné (17. června 1969 díky tomu navštívila také Československo, kde rovněž zahrála stěžejní hity desky). V roce 2018 vyšla výrazně rozšířená sběratelská edice alba pod názvem I Can Hear Music: The 20/20 Sessions.

## Seznam skladeb
| Strana 1 | Strana 1                    | Strana 1                                  | Strana 1                               | Strana 1 |
| Pořadí   | Název                       | Autor                                     | Vedoucí vokály                         | Délka    |
| -------- | --------------------------- | ----------------------------------------- | -------------------------------------- | -------- |
| 1.       | Do It Again                 | Brian Wilson, Mike Love                   | Mike Love, Brian Wilson                | 2:25     |
| 2.       | I Can Hear Music            | Jeff Barry, Ellie Greenwich, Phil Spector | Carl Wilson                            | 2:36     |
| 3.       | Bluebirds over the Mountain | Ersel Hickey                              | Mike Love, Carl Wilson, Bruce Johnston | 2:51     |
| 4.       | Be With Me                  | Dennis Wilson                             | Dennis Wilson                          | 3:08     |
| 5.       | All I Want to Do            | Dennis Wilson, Stephen Kalinich           | Mike Love                              | 2:02     |
| 6.       | The Nearest Faraway Place   | Bruce Johnston                            | instrumentální skladba                 | 2:39     |

| Strana 2 | Strana 2                | Strana 2                     | Strana 2                              | Strana 2 |
| Pořadí   | Název                   | Autor                        | Vedoucí vokály                        | Délka    |
| -------- | ----------------------- | ---------------------------- | ------------------------------------- | -------- |
| 1.       | Cotton Fields           | Huddie Ledbetter             | Al Jardine                            | 2:21     |
| 2.       | I Went to Sleep         | Brian Wilson, Carl Wilson    | Carl Wilson, Brian Wilson             | 1:36     |
| 3.       | Time to Get Alone       | Brian Wilson                 | Carl Wilson, Brian Wilson, Al Jardine | 2:40     |
| 4.       | Never Learn Not to Love | Dennis Wilson                | Dennis Wilson                         | 2:31     |
| 5.       | Our Prayer              | Brian Wilson                 | celá kapela                           | 1:07     |
| 6.       | Cabinessence            | Brian Wilson, Van Dyke Parks | Carl Wilson, Mike Love, Dennis Wilson | 3:34     |

## Obsazení

### The Beach Boys
- Brian Wilson – klavír, klávesy, zpěv
- Carl Wilson – sólová kytara, baskytara, zpěv
- Dennis Wilson – bicí, zpěv
- Al Jardine – kytara, zpěv
- Mike Love – zpěv
- Bruce Johnston – klavír, klávesy

### Ostatní hudebníci
- Ed Carter – kytara, baskytara
- Daryl Dragon – marimba, vibrafon
- Mike Kowalski – bonga, rolničky, vířivý buben
- Marilyn Wilson – zpěv
- Diane Rovell – zpěv
- Van Dyke Parks – klavír
- Chuck Berghofer – kontrabas
- Hal Blaine – bicí
- Samuel Boghossian – viola
- Jimmy Bond – kontrabas
- David Burk – viola
- James Burton – dobro
- Roy Caton – trubka
- Pete Christlieb – tenorsaxofon
- Alf Clausen – lesní roh
- Jack Coan – kornet
- David Cohen – kytara
- Jesse Ehrlich – violoncello
- Alan Estes – perkuse
- Virgil Evans – trubka
- Carl Fortina – akordeon
- Jim Gordon – bicí, timbales, tamburína
- John Guerin – bicí, dřevěný blok, tamburína, rolničky
- Igor Horoshevsky – violoncello
- Armond Kaproff – violoncello
- Carol Kaye – baskytara
- Raymond Kelley – violoncello
- Larry Knechtel – baskytara
- Fred Koyan – trubka
- Willie Maiden – barytonsaxofon
- Leonard Malarsky – housle
- Dick McQuary – barytonsaxofon
- Jay Migliori – flétna
- Oliver Mitchell – trubka
- Tommy Morgan – harmonika, basharmonika
- Roger Neumann – pikola, flétna, fife, tenorsaxofon
- John Lowe – bassaxophone
- Glenn Lutz – trubka
- Don Peake – kytara, basa, perkuse
- Bill Peterson – trubka
- Bill Pitman – fuzz basa Danelectro
- Mike Price – trubka
- Don Randi – klavír, varhany
- Joe Randozzo – baspozoun
- Lyle Ritz – kontrabas
- Frank De La Rosa – kontrabas
- Ernie Small – flétna, bassaxofon
- Wally Snow – vibrafon
- Spiro Stamos – housle
- Darrel Terwillger – housle
- Tommy Tedesco – kytara, buzuku
- Al Vescovo – dobro
- John de Voogt – housle